# 富田林市立向陽台小学校
富田林市立向陽台小学校（とんだばやししりつ こうようだい しょうがっこう）は、大阪府富田林市にある公立小学校。

## 沿革
- 1989年6月28日 - 学校建設工事の契約について、富田林市議会で決議。この日を創立記念日とする。
- 1989年7月14日 - 建設工事起工式を実施。
- 1989年12月26日 - 富田林市教育委員会により、通学区域が決定。
- 1989年12月27日 - 「富田林市立向陽台小学校」の校名が富田林市議会で議決され、校名が正式決定。
- 1990年4月1日 - 富田林市立向陽台小学校として、現在地に開校。
- 1990年4月5日 - 開校記念式典および第1回入学式を実施。
- 1990年11月8日 - 校歌制定。
- 1993年11月26日 - 文部省から生活科の研究校に指定され、研究発表を実施。
- 2006年4月1日 - 富田林市教育委員会から、英語教育推進校に指定される。

## 通学区域
- 富田林市 向陽台1丁目-5丁目の全域、および大字廿山の一部。

卒業生は基本的に富田林市立藤陽中学校に進学する。

## 交通
- 南海バス・近鉄バス 向陽台2丁目バス停。
- 近鉄長野線 富田林駅 西へ約2.3km、または富田林西口駅 北西へ約2.3km。
- 南海高野線 大阪狭山市駅 東へ約2.6km、または金剛駅 北東へ約3.2km。